# 热河黄精
热河黄精（学名：Polygonatum macropodium）是百合科黄精属的植物，是中国的特有植物。分布在中国大陆的山西、辽宁、河北、山东等地，生长于海拔400米至1,500米的地区，一般生于林下及阴坡，目前尚未由人工引种栽培。

## 别名
小叶珠（河北），多花黄精（东北植物检索表）